# LPP (компанія)
LPP — польська компанія, що займається проєктуванням, виробництвом і дистрибуцією одягу. Власник п'яти брендів: Reserved, House, Cropp, Mohito та Sinsay.
Торгова mережа LPP нараховує понад 2000 магазинів площею 1,7 млн м2. Компанія має майже 30 тис. працівниів. LPP SA котирується на Варшавській фондовій біржі як WIG20 і належить до індексу MSCI Польщі.

## Історія

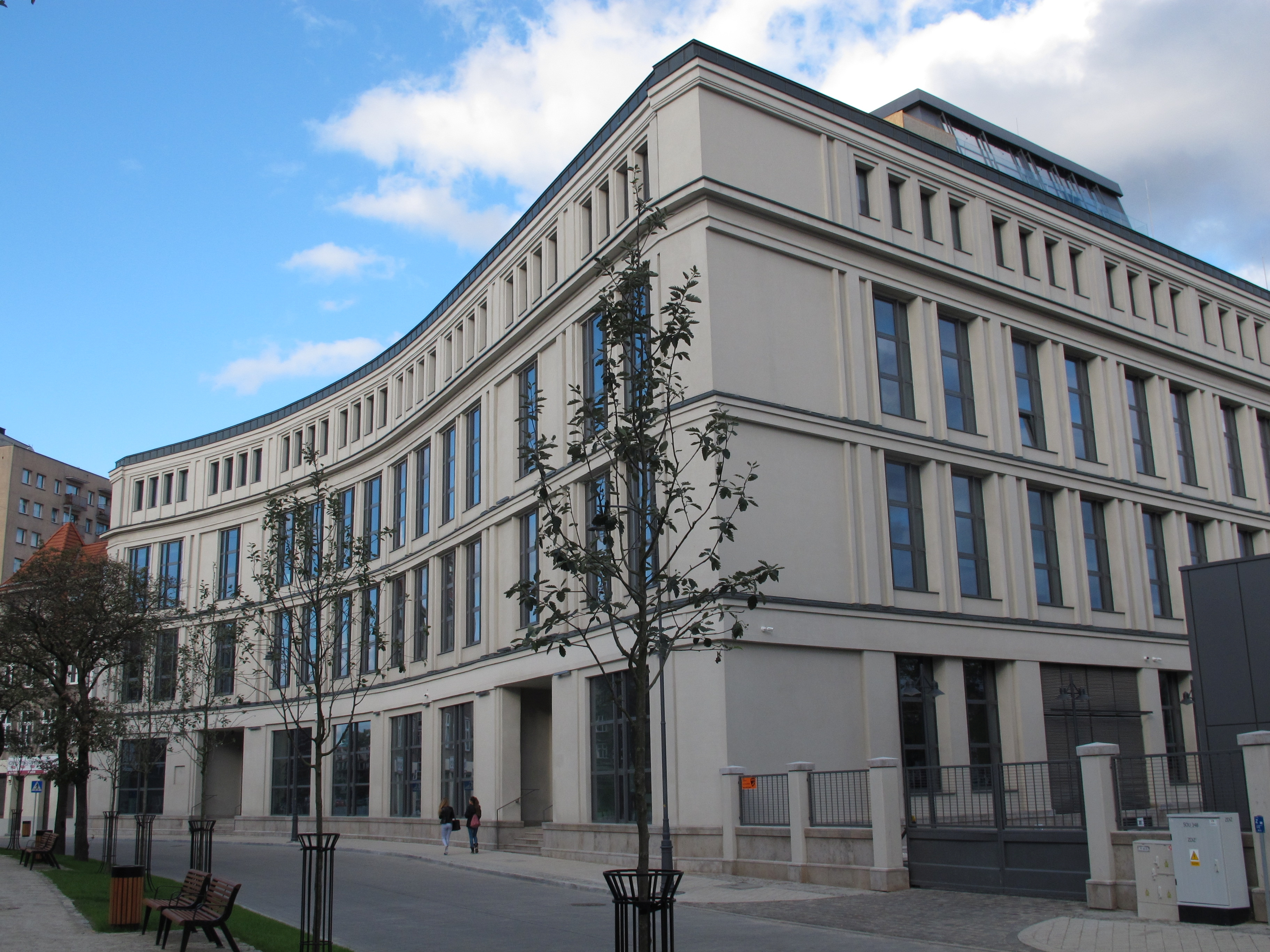
Штаб-квартира компанії, Гданськ

### 1991—2000
У 1991 році в Гданську Марек Пєхоцький та Єжи Любянець розпочали діяльність у швейній промисловості. 1995 року компанія, яка спочатку працювала під назвою PH Mistral s.c., була перетворена на LPP (абревіатура прізвищ її засновників — Lubianiec, Piechocki and Partners). У 1997 році відкрито офіс у Шанхаї. Наприкінці 1990-х років власники LPP створили свій перший бренд — Reserved, та почали будувати власну роздрібну мережу. Перший магазин бренду, який донині залишається опорою групи LPP, був відкритий в 1998 році в Гдині.

### 2001—2013
У 2001 році LPP дебютував на Варшавській фондовій біржі. Наступні два роки відбулося розширення бренду Reserved на ринки Центральної та Східної Європи. У 2002 році фірмові магазини були відкриті в Росії, Естонії, Чехії, Латвії та Угорщині, а в 2003 році в Литві, Україні та Словаччині. Завдяки успіху бренду компанія розширила портфоліо та відкрила магазин Cropp у Польщі у 2004 році. У наступні роки бренд був запущений в Естонії, Словаччині та Латвії (2005), а також у Литві, Росії та Чехії (2006). 2007—2008 роки були періодом розвитку діяльності на румунському та болгарському ринках. У 2008 році LPP відкрило свій розподільчий центр у Прущі-Ґданському. Того ж року LPP перебрала краківську компанію — Artman, власницю торгових марок House та Mohito. Завдяки цій операції LPP стала найбільшою швейною компанією в Польщі та власником чотирьох брендів. У 2013 році портфель компанії був розширений брендом Sinsay.

### 2014—2019
У 2014 році компанія була включена до індексу WIG20, а флагманський бренд — Reserved, з'явився на німецькому ринку. Того ж року вся продукція LPP дебютувала на Балканах, в Хорватії. У наступному році компанія розширилася на Близький Схід. На кінець 2017 року мережа продажів LPP налічувала понад 1700 магазинів загальною площею 1 мільйон квадратних метрів. У 2017 році в Варшаві було відкрито офіс продукту LPP, а бренди Reserved, Cropp та House дебютували в Білорусі та Сербії. У 2017 році LPP відкрив заброньований магазин на Оксфорд-стріт у Лондоні. У 2018 році магазини LPP дебютували на нових ринках, цього разу в Ізраїлі, Казахстані та Словенії. У 2019 році компанія відкрила перші магазини в Боснії та Герцеговині і Фінляндії.

### Від 2020 року
2020 року компанія почала цифрову трансформацію, таким чином перетворившись на омніканальну організацію. Було скасовано поділ продажів на онлайн і офлайн. У 2022 році LPP відкрила стаціонарні магазини Sinsay в Італії, а наступного року — в Греції. Восени 2023 року бренд Reserved дебютував у Мілані та відкрив магазини у Британії.

## Робота в Росії
Після повномасштабного російського вторгнення до України 2022 року компанія оголосила про вихід з російського ринку, але у звіті Hindenburg Research дійшли висновку, що компанія фіктивно продала бізнес у РФ власній же компанії та зберегла контроль над підприємствами в Росії, підробила документи та маніпулювала бухгалтерською звітністю. Підставна фірма-прокладка для перереєстрації була зареєстрована за добу до укладання угоди. LPP продовжила роботу в Росії, з 2022 по 2024 рік дохід компанії виріс на 40.5 %. Після оприлюднення інформації про фіктивний вихід з РФ акції LPP впали на 35 %.

## Магазини та розподільні центри

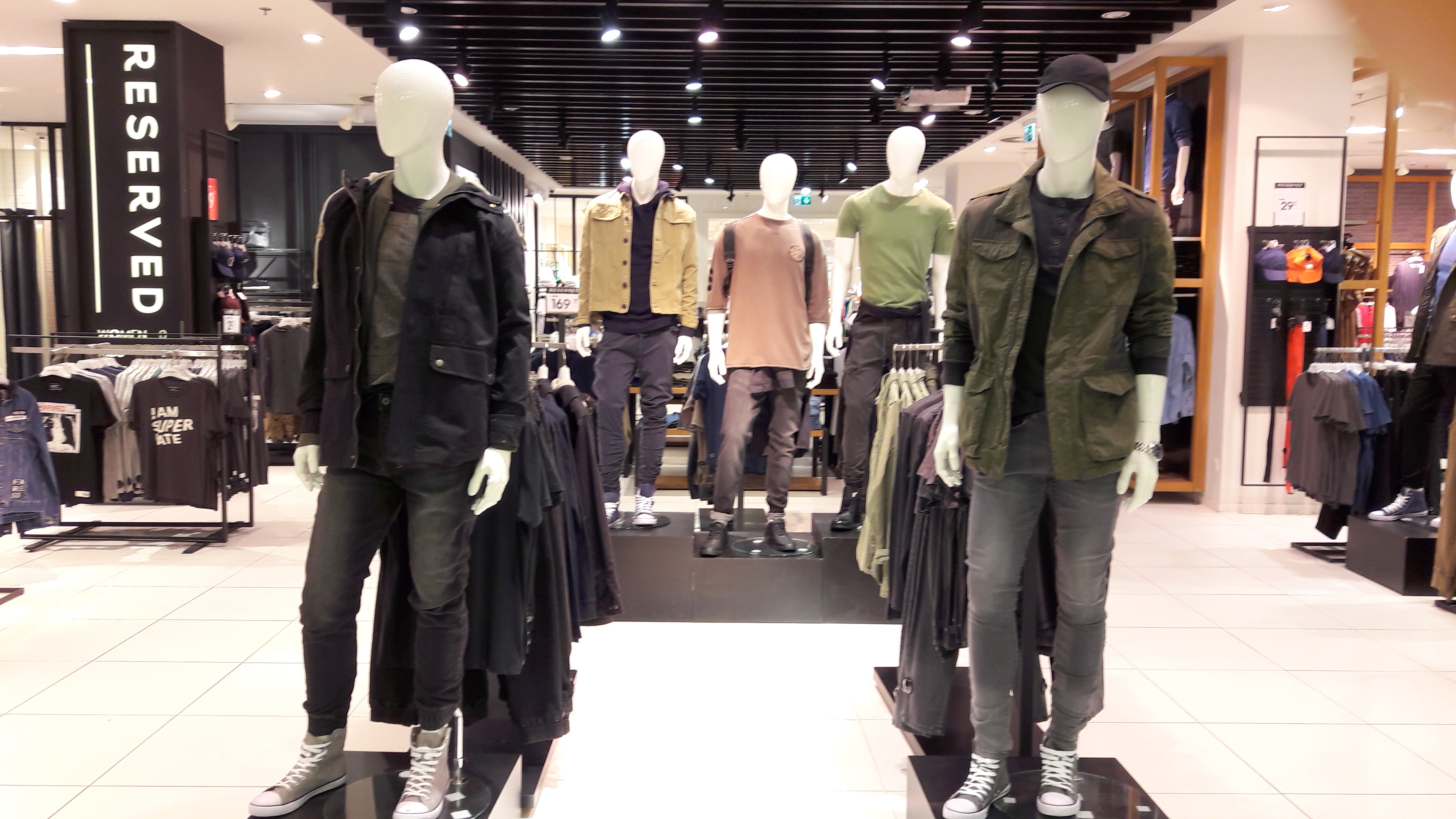
Магазин Reserved у Німеччині

Мережа LPP базується на двох дистибуційних центрах, які обслуговують понад 2 000 магазинів, і складах Fulfillment Center, які підтримують онлайн-продажі компанії. Усі логістичні процеси розроблені та керуються логістичним оператором — компанією LPP Logistics, що належить до Групи LPP.
Перший дистрибуційний центр компанії в Прущі-Гданському був відкритий у 2008 році, і завдяки постійній модернізації та численним розширенням він став одним із найбільших і найсучасніших дистрибуційних центрів у Центральній та Східній Європі. У 2017 році LPP розпочала реалізацію відвантажень із нещодавно відкритого FC у Стрикуві біля Лодзі. У результаті динамічного зростання електронної комерції у 2019 році компанія запустила ще один склад для опрацювання онлайн-замовлень у Румунії, а через рік підписала договір на оренду складських приміщень у Словаччині. Подальший попит на розширення логістичних об'єктів призвів до запуск на 2022 рік для нових Fulfillment Centers у Прущі-Гданському та в Підкарпатському регіоні. У цей же період розпочав роботу другий розподільчий центр Групи — CD Бжесць-Куявський. На кінець 2022 року загальна площа складських приміщень усіх об'єктів під управлінням LPP Logistics склала понад 400 тис. м².

## Виробництво
LPP не працює на власних заводах. Одяг групи виробляється переважно в Азії, а також у Польщі та інших європейських країнах, включаючи Італію, Португалію, Румунію, Болгарію та Туреччину. З 1997 року компанія має офіс у Шанхаї, а з 2015 року також у столиці Бангладеш — Дакці. Співробітники підприємства відповідають, серед іншого, за придбання постачальників, підтримку певних етапів виробництва, а також контроль якості.[джерело?]

## Варшавська фондова біржа
LPP SA котирується на Варшавській фондовій біржі з 2001 року. На момент дебюту ціна за акцію становила 48 злотих. У 2014 році LPP було включено до індексу WIG20 20 найбільших компаній, котируваних на Варшавській фондовій біржі. Того ж року LPP було включено до індексу MSCI.
У 2024 році LPP обдурило своїх інвесторів, що вийшла з ринку Росії.після оприлюднення розслідування акції подешевшали на 25 %.

## Акціонерна структура

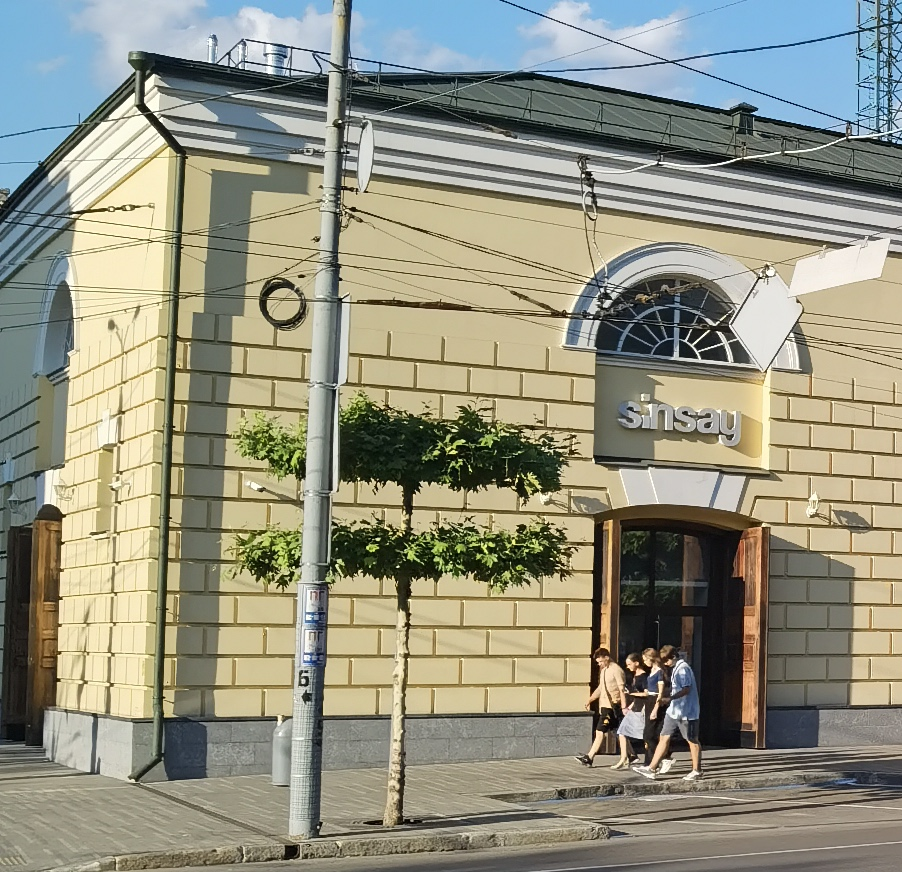
Вхід до магазину Sinsay у Дніпрі.

За власними даними компанії, кількість голосів на Загальних зборах акціонерів така:
- Фонд Semper Simul — 60,8 %
- Фонд Sky — 5,7 %
- Інші— 33,5 %

У 2018 році засновники компанії, щоб забезпечити її довгострокову спадкоємність та уникнути роздроблення капіталу LPP у майбутньому, вирішили створити фонд та внести туди свої частки. У 2020 році фонд Semper Simul, головний акціонер громади, завершив процес прийняття контрольного пакету акцій LPP, гарантуючи постійне та стабільне володіння компанією та реалізацію її стратегії.

## Відзнаки
- «Компетентність ради», «Succes w 2011 roku» «Успіх у 2011 році»[66]
- 2014: Нагорода Польського агентства з розвитку підприємств PARP — Pracodawca Jutra[67]
- 2015: премія американського журналу Forbes — «Найбільш інноваційні компанії, що ростуть»[68]
- 2016: Budowa Roku 2015 [Будівництво року 2015] — конкурс організований Міністерством будівництва, Польською асоціацією будівельних інженерів та техніків та Головним управлінням нагляду за будівництвом[69]
- 2016: Нагорода десятиліття — «Rzeczpospolita» та рейтинг «Делойт»[70]
- 2017: #24 серед найбільших польських компаній, журнал Wprost[71]
- 2017: Polska Firma — Międzynarodowy Czempion [Польська компанія — міжнародний чемпіон], відзнака в категорії: Експортер: Polska Firma Prywatna — duże przedsiębiorstwo [Експортер — польська приватна компанія, велике підприємство][72]
- 2018: нагорода Dziennik Rzeczpospolita — Рейтинг Najcenniejszych Polskich Marek [Найцінніші польські марки]: 1 місце Reserved, 3 місце House, 4 місце Cropp[73]
- 2018: 3 місце у дослідженні відносин з інвесторами у компаніях WIG30 за оцінками інституційних інвесторів[74] Економічними нагородами Президента Республіки Польща компанія отримала нагороду в категорії Національний успіх[75].
- 2020: Конкурс Digital Excellence, визнаючи компанії, що здійснюють цифрові перетворення, LPP був нагороджений нагородою Digital Excellence у категорії Digital Capabilities[76].
- 2020: Орел інновацій — нагорода щоденника «Rzeczpospolita»[77].
- 2020: Зелений орел — нагорода щоденника Речі Посполитої[78].
- 2021: Звання «Кліматично відповідальної компанії» — присуджено в 3-му випуску дослідження Асоціації емітентів фондових бірж, Фонду стандартів звітності та Bureau Veritas Польща[79].
- 2021: Срібний листок CSR — відзнака, яка присуджується тижневиком «Політика»[80].
- 2021: 2 місце в класифікації найкращих звітів про кліматичні проблеми зайняли компанії за індексами WIG20 і mWIG40 «Бенчмарк кліматичних стратегій»[81].
- 2021: Звання «Кращий офіс у Тримісті» та відзнака в категорії «Інновації та технології» в конкурсі Office Superstar — нагороди CBRE[82].
- 2021: Біржова компанія року — нагорода редакції «Пульс бізнесу»[83].
- 2021: Звання «Найкращої компанії WIG20» у конкурсі «Бики та Ведмеді» — нагорода щоденної газети «Паркет»[84].
- 2022: Золотий листок CSR — відзнака тижневика «Політика»[85][86].
- 2022: Зелений листок CSR — відзнака, яку вперше присуджує тижневик «Політика» за впровадження рішень, які позитивно впливають на довкілля[85][86].
- 2022: III місце в рейтингу «Найважливіші компанії для Польщі» — відзнака, яку присуджує газета «Rzeczpospolita»[87].
- 2022: «Найкращий новий магазин року в Центральній та Східній Європі» — нагорода компанії Eurocee, видавець щомісячника Eurobuild CEE, у 12-му випуску конкурсу CEE Region Eurobuild Awards[88].
- 2022: «Найкращий експортер» та «Найкращий роботодавець» — звання, присуджені газетою «Dziennik Bałtycki» у рейтингу «ТОП 100 Помор'я»[89].
- 2023: «Найкращий додаток у сфері мобільної комерції» — нагорода за додаток Sinsay у конкурсі Mobile Trends Awards[90].
- 2023: «Головна нагорода MTA» — звання найкращого проєкту року, присуджене на конкурсі Mobile Trends Awards[90].
- 2023: «Інвестор без кордонів» — нагорода, присуджена бізнес-порталом WNP.pl та журналом «Nowy Przemysł» за сміливу та ефективну стратегію зовнішньої експансії[91].
- 2023: «Орли ESG» — відзнака, присуджена газетою «Rzeczpospolita» за вміле подолання кризових ситуацій, технологічну, логістичну та торговельну трансформацію[92].
- 2023: «Золотий листок CSR» — нагорода, присуджена тижневиком «Polityka» за всю діяльність, яка здійснюється в галузі екологічного, соціального та корпоративного управління[93].
- 2023: «Зелений листок CSR» — відзнака, присуджена тижневиком «Polityka» на знак визнання зниження негативного впливу на клімат[93].

## Виробництво
З 2014 року для всіх постачальників, що працюють з LPP, діє Кодекс поведінки. Документ враховує ключові положення конвенцій Міжнародної організації праці та Загальної декларації прав людини та встановлює вимоги до постачальників, серед яких, зокрема, політика заробітної плати, заборона дитячої праці, добровільний характер праці, свобода об'єднань, принципи охорони праці. З метою посилення нагляду за фабриками, що виробляють LPP в Бангладеш, компанія, крім контролю за власними інспекторами, вирішила доручити міжнародного аудитора SGS перевірити фактичну відповідність постачальників у Бангладеш Кодексу поведінки.
2013 р. LPP приєдналася до угоди ACCORD, спрямованої на підвищення безпеки на фабриках одягу в Бангладеш (Accord on Fire and Building Safety in Bangladesh).
У 2022 році компанія приєдналася до amfori BSCI, яка є ініціатором заходів для сталого виробництва та торгівлі. Членство в організації дозволить LPP краще контролювати та наглядати за етичними, трудовими та екологічними проблемами на підприємствах, які співпрацюють.
Через рік LPP стала єдиною польською компанією, яка приєдналася до групи підписантів угоди Accord Pakistan (The Pakistan Accord on Health and Safety in the Textile and Garment Industry), метою якої є контроль за умовами праці та безпекою в ланцюгах постачання за участю постачальників з Пакистану.

## LPP як платник податку
Згідно з доповіддю Міністерства фінансів, у 2018 році LPP посідала третє місце серед платників податків на прибуток у комерційному секторі.
| Рік      | Доходи (млрд. злотих) | Дохід (млн. злотих) | CIT (млн. злотих) |
| 2021 рік | 12                    | 1959                | 355,3             |
| 2020 рік | 6,5                   | 219                 | 41                |
| 2019 рік | 8.2                   | 850                 | 108               |
| 2018 рік | 6.9                   | 1044                | 144,8             |
| 2017 рік | 6.1                   | 536                 | 41                |
| 2016 рік | 5.2                   | 243                 | 6                 |
| 2015 рік | 4.8                   | 419                 | 44                |
| 2014 рік | 4.4                   | 622                 | 86                |
| 2013 рік | 3.8                   | 542                 | 87                |
| 2012 рік | 3                     | 393                 | 57                |

З 2016 року компанія сплатила до бюджету 7,6 млрд злотих у вигляді податків та інших зборів, тоді як її внесок до польського бюджету 2022 року склав майже 1,7 млрд злотих.
2017 року LPP заснувала Фонд LPP.

## Довкілля
- 2014: Відмова від використання ангори у виробництві одягу[105].
- 2016: Укладення договору з організацією «Otwarte Klatki» та відмова від використання натурального хутра у виробництві одягу[106].
- 2017: Прийняття нової політики щодо упаковки для онлайн-замовлень — коробки з переробленого картону для брендів Reserved і Mohito. Одночасна відмова від одноразового пластику в поставках брендів Cropp, House і Sinsay[107][105].
- 2018: впровадження лінії Eco Aware, у брендах LPP з більш екологічно чистих матеріалів (органічна бавовна, Tencel Lyocel, EcoVero, сертифікована білизна)[108][109],
- 2018: запуск програми збору вживаного одягу та передача одягу бездомним в рамках заходів, що поєднують допомогу та турботу про навколишнє середовище та надають друге життя текстилю[110][111],
- 2019: приєднання до Глобального зобов'язання щодо нової економіки пластмас та зобов'язання до 2025 року ліквідувати пластикову упаковку, яка вже непридатна для використання, переробки або компостування[112][113],
- 2019: оголошення нової стратегії сталого розвитку «Для людей для нашої планети» на 2020—2025 роки[114].
- 2020: приєднання до Польського пластичного пакту[115].
- 2020: приєднання до глобальної ініціативи Zero Discharge Hazardous Chemicals щодо хімічної безпеки у швейній промисловості[115],
- 2021: Приєднання до міжнародної організації Canopy, метою якої є розвиток найкращих практик захисту лісових ресурсів, завдяки впровадженню змін у сфері закупівлі, пакування та виробництва целюлозних тканин[116].
- 2021: Приєднання до ініціативи Cotton made in Africa, робота над сталим виробництвом бавовни та підтримка африканських фермерів[117],
- 2022: Приєднання як перша польська компанія до ініціативи Science Based Targets Initiative (SBTi), яка підтримує приватні підприємства в розробці та реалізації стратегій декарбонізації[118][119].
- 2022: Налагодження співпраці з польським стартапом Use Waste з метою розробки інноваційного методу повної переробки поліефірних тканин[120].
- 2022: Налагодження співпраці з amfori BSCI — ініціативою, що підтримує прозоре управління етичними питаннями та питаннями прав людини в ланцюжку поставок[96].
- 2023: Схвалення планів з декарбонізації, розроблених експертами LPP, міжнародною ініціативою Science Based Targets (SBTi)[121].

Компанія поступово скорочує вуглецевий слід.